# Enslaved (album Soulfly)
Enslaved – ósmy album studyjny amerykańskiej grupy muzycznej Soulfly. Wydawnictwo ukazało się 13 marca 2012 roku nakładem wytwórni muzycznej Roadrunner Records. Płytę poprzedził wydany 25 stycznia 2012 roku singel pt. "World Scum". Do utworu został zrealizowany także teledysk, który wyreżyserował Thomas Mignone. Nagrania zadebiutowały na 83. miejscu listy Billboard 200 w Stanach Zjednoczonych sprzedając się w nakładzie 5900 egzemplarzy w przeciągu tygodnia od dnia premiery.

## Lista utworów
Opracowano na podstawie materiału źródłowego.
1. "Resistance" (Max Cavalera) - 1:53
2. "World Scum" (ft. Travis Ryan) (Max Cavalera, Travis Ryan) - 5:20
3. "Intervention" (Max Cavalera) - 3:56
4. "Gladiator" (Max Cavalera) - 4:59
5. "Legions" (Max Cavalera) - 4:19
6. "American Steel" (Max Cavalera) - 4:15
7. "Redemption of Man by God" (ft. Dez Fafara) (Max Cavalera, Dez Fafara) - 5:16
8. "Treachery" (Max Cavalera) - 5:49
9. "Plata O Plomo" (Max Cavalera, Tony Campos) - 4:53
10. "Chains" (Max Cavalera) - 7:18
11. "Revengeance" (ft. Richie, Zyon & Igor Cavalera) (Max Cavalera, Igor Cavalera, Zyon Cavalera) - 5:52

## Twórcy
Opracowano na podstawie materiału źródłowego.

- Max Cavalera - gitara elektryczna, wokal, sitar, produkcja muzyczna
- Marc Rizzo - gitara elektryczna, gitara flamenco
- Tony Campos - gitara basowa, wokal (utwór 9)
- David Kinkade - perkusja, instrumenty perkusyjne
- Dez Fafara - wokal (utwór 7)
- Travis Ryan - wokal (utwór 2)
- Richie Cavalera - wokal (utwór 11)
- Igor Cavalera Jr. - wokal, gitara (utwór 11)
- Zyon Cavalera - perkusja (utwór 11)
- Zeuss - produkcja muzyczna, inżynieria, miksowanie, mastering
- Marcelo Vasco - oprawa graficzna
- Leo Zuletta - oprawa graficzna
- Kevin Estrada - zdjęcia
- Myriam Santos - zdjęcia

## Notowania
| Lista                      | Kraj              | Pozycja |
| -------------------------- | ----------------- | ------- |
| Billboard 200              | Stany Zjednoczone | 83      |
| Billboard Hard Rock Albums | Stany Zjednoczone | 6       |
| Billboard Top Rock Albums  | Stany Zjednoczone | 24      |